# توماس فلورشوتس
توماس فلورشوتس (آلمانی: Thomas Florschütz؛ زادهٔ ۲۰ فوریهٔ ۱۹۷۸) ورزشکار بابسلد اهل آلمان است.
وی در مسابقات کشوری و بین‌المللی در مجموع برندهٔ ۱ مدال طلا، ۷ مدال نقره، ۴ مدال برنز شده‌است.